# Кевельзон, Роберта
Роберта (Бобби) Кевельзон (англ. Roberta "Bobbie" Kevelson; 4 ноября 1931 г., Фолл-Ривер, штат Массачусетс, США — 28 ноября 1998 г., Уильямсберг, штат Виргиния, США) — американская исследовательница семиотики, специалист по научному наследию Чарльза Пирса, одна из основоположников правовой (юридической) семиотики.

## Биография
Окончила Колледж Годдарда в Вермонте со степенью бакалавра искусств (BA).
Получила докторские (PhD) степени в Брауновском и Йельском университетах, была постдокторантом в Принстонском университете и Колледже Виктории Университета Торонто, стажировалась в Кембридже.
Затем являлась профессором в Университете штата Пенсильвания, где занимала должность исполнительного директора Центра семиотических исследований в области права, управления и экономики, и в Колледже Вильгельма и Марии. Также была внештатным профессором на юридическом факультете Университета Виргинии, в Эдинбургском университете и Университете Нью-Мексико.
Кевельзон была одним из основателей Американского семиотического общества и в 1996 году занимала пост президента этого объединения. Состояла также членом Международной ассоциации семиотиков права, Американского международного общества философии права, Общества Кристофера Врена и Kingspoint Garden Club.
Кевельзон внесла значительный вклад в исследование творческого наследия Чарльза Сандерса Пирса. Кроме того, она стояла у истоков такого междисциплинарного направления исследований как семиотика права (юридическая семиотика). Всего Робертой Кевельзон опубликовано 10 монографий и значительное количество научных статей по отмеченным проблемам. Помимо научных работ, Кевельзон писала также стихи и рассказы.

## Память
Американским семиотическим обществом учреждена Премия Роберты Кевельзон.

## Основные труды
- Roberta Kevelson. The Law as a System of Signs. — Springer, 1988. — P. 344. — (Topics in Contemporary Semiotics). — ISBN 978-0306426582.
- Roberta Kevelson. Peirce and the Mark of the Gryphon. — St. Martin's Press, 1999. — P. 240. — (Semaphores and Signs). — ISBN 978-0312176945.
- Roberta Kevelson. Charles S. Peirce's Method of Methods. — John Benjamins Publishing Company, 1987. — P. 193. — (Foundations of Semiotics (Book 17)). — ISBN 978-9027232892.
- Roberta Kevelson. Inlaws/outlaws, a semiotics of systemic interaction: "Robin Hood" and the "king's law". — P. de Ridder, 1977. — P. 100. — (Studies in semiotics). — ISBN 978-0877502043.
- Roberta Kevelson. Peirce's Esthetics of Freedom. — Peter Lang Publishing, 1993. — P. 360. — (New Studies in Aesthetics (Book 12)). — ISBN 978-0820418988.
- Roberta Kevelson. Peirce's Pragmatism. — Peter Lang Publishing, 1998. — P. 204. — (Critic of Institutions (Book 15)). — ISBN 978-0820439822.
- Roberta Kevelson. Peirce, Paradox, Praxis: The Image, the Conflict, and the Law. — Mouton De Gruyter, 1991. — P. 413. — (Approaches to Semiotics). — ISBN 978-3110123135.
- Roberta Kevelson. Peirce. Science. Signs. — Peter Lang Publishing, 1996. — P. 206. — (Semiotics and the Human Sciences (Book 9)). — ISBN 978-0820430164.
- Roberta Kevelson. Style, symbolic language structure and syntactic change: Intransitivity and the perception of is in English. — Peter de Ridder Press, 1976. — P. 51. — (PdR publications in semiotics of language; 2). — ISBN 978-9031601257.
- Roberta Kevelson (Editor). Peirce and Law. — Peter Lang Publishing, 1991. — (Semiotics and the Human Sciences (Book 1)). — ISBN 978-0820415192.
- Список публикаций Р. Кевельзон см. также здесь: Works by Roberta Kevelson. philpapers.org. Дата обращения: 15 октября 2013.